# Kazimierz Świątek
Kazimierz Świątek, poljsko-beloruski rimskokatoliški duhovnik, škof in kardinal, * 21. oktober 1914, Walga, Estonija, † 21. julij 2011, Pinsk, Belorusija.

## Življenjepis
8. aprila 1939 je prejel duhovniško posvečenje.
13. aprila 1991 je bil imenovan za nadškofa Minsk-Mohileva in 21. maja istega leta je prejel škofovsko posvečenje.
26. novembra 1994 je bil povzdignjen v kardinala in imenovan za kardinal-duhovnika S. Gerardo Maiella.
Upokojil se je 14. junija 2006.